# Дом Н. М. Волковича
Дом Н. М. Волковича или Дом, в котором родился Н. М. Волкович — памятник истории местного значения в Городне. Сейчас здание не используется.

## История
Решением исполкома Черниговского областного совета народных депутатов  ОТ31.05.1971 № 286 присвоен статус памятник истории местного значения с охранным № 564 под названием Дом, в котором родился Н. М. Волкович (1858-1928 гг.) — украинский советский хирург, академик АН УССР. На доме установлена информационная доска.

## Описание
Одноэтажный, деревянный на кирпичном фундаменте, под жестяной крышей, прямоугольный в плане дом. Построен в 19 веке в традициях народной архитектуры. Дом сохранился в исконном состоянии. Горизонтальная линия карниза украшена резьбой.
В этом доме в семье мелкого чиновника родился и провёл детские годы Николай Маркианович Волкович — украинский советский хирург, действительный член АН УССР. Начальное образование получил в Городнянском городском училище, затем продолжил обучение в Черниговской классической гимназии, далее в Киевском университете. Почти каждый год приезжал в Городню на отдых.
В 1971 году на фасаде дома была установлена мраморная мемориальная доска с надписью: «В этом доме родился известный украинский советский хирург академик Академии наук Украинской ССР Н. М. Волкович 1858-1928 гг.»   